# آندفاپونی
آندفاپونی (به لاتین: Andefapony) یک منطقهٔ مسکونی در ماداگاسکار است که در فیتووینانی واقع شده است. آندفاپونی ۵٬۰۵۳ نفر جمعیت دارد.